# Boliviaans voetbalelftal in 2008
Het Boliviaans voetbalelftal speelde tien officiële interlands in het jaar 2008, waaronder zes duels in de kwalificatiereeks voor het WK voetbal 2010 in Zuid-Afrika. La Verde ("De Groenen") stond onder leiding van oud-international Erwin Sánchez. Op de FIFA-wereldranglijst steeg Bolivia in 2008 van de 106de (januari 2008) naar de 58ste plaats (december 2008).

## Balans
| Wedstrijden | Wedstrijden | Wedstrijden | Wedstrijden | Doelpunten | Doelpunten | Doelpunten | Punten |
| Gespeeld    | Winst       | Gelijk      | Verlies     | Voor       | Tegen      | Saldo      | Punten |
| ----------- | ----------- | ----------- | ----------- | ---------- | ---------- | ---------- | ------ |
| 10          | 5           | 2           | 3           | 14         | 13         | +1         | 1.200  |

## Interlands
|                                                       |                                      |       |                    |                                                                                       |
| 6 februari Vriendschappelijk № 359 «onderlinge duels» | Bolivia                              | 2 – 1 | Peru               | Estadio Hernando Siles, La Paz Toeschouwers: 35.000 Scheidsrechter: René Ortubé (BOL) |
| 6 februari Vriendschappelijk № 359 «onderlinge duels» | Ricardo Pedriel 65' Leonel Reyes 90' |       | 70' Miguel Cevasco | Estadio Hernando Siles, La Paz Toeschouwers: 35.000 Scheidsrechter: René Ortubé (BOL) |

|                                                     |           |                            |         |                                                                                                 |
| 26 maart Vriendschappelijk № 360 «onderlinge duels» | Venezuela | 0 – 1                      | Bolivia | Estadio Anzoategui, Puerto la Cruz Toeschouwers: 19.000 Scheidsrechter: Hernando Buitrago (COL) |
| 26 maart Vriendschappelijk № 360 «onderlinge duels» |           | 80' (e.d.) Gabriel Cichero |         | Estadio Anzoategui, Puerto la Cruz Toeschouwers: 19.000 Scheidsrechter: Hernando Buitrago (COL) |

|                                                  |         |                               |       |                                                                                              |
| 15 juni WK-kwalificatie № 361 «onderlinge duels» | Bolivia | 0 – 2                         | Chili | Estadio Hernando Siles, La Paz Toeschouwers: 27.722 Scheidsrechter: Victor Hugo Rivera (PER) |
| 15 juni WK-kwalificatie № 361 «onderlinge duels» |         | 28' Gary Medel 76' Gary Medel |       | Estadio Hernando Siles, La Paz Toeschouwers: 27.722 Scheidsrechter: Victor Hugo Rivera (PER) |

|                                                  |                                                                            |       |                                        |                                                                                          |
| 18 juni WK-kwalificatie № 362 «onderlinge duels» | Bolivia                                                                    | 4 – 2 | Paraguay                               | Estadio Hernando Siles, La Paz Toeschouwers: 8.561 Scheidsrechter: Leonardo Gaciba (BRA) |
| 18 juni WK-kwalificatie № 362 «onderlinge duels» | Joaquín Botero 23' Ronald García 25' Joaquín Botero 70' Marcelo Moreno 76' |       | 66' Roque Santa Cruz 82' Nelson Valdez | Estadio Hernando Siles, La Paz Toeschouwers: 8.561 Scheidsrechter: Leonardo Gaciba (BRA) |

|                                                       |                                                                 |       |         |                                                                               |
| 6 augustus Vriendschappelijk № 363 «onderlinge duels» | Guatemala                                                       | 3 – 0 | Bolivia | RFK Memorial Stadium, Washington D.C. Toeschouwers: 15.000 Scheidsrechter: ?? |
| 6 augustus Vriendschappelijk № 363 «onderlinge duels» | Dwight Pezzarossi 51' Guillermo Ramírez 56' Mario Rodríguez 64' |       |         | RFK Memorial Stadium, Washington D.C. Toeschouwers: 15.000 Scheidsrechter: ?? |

|                                                        |                   |       |        |                                                                                                 |
| 20 augustus Vriendschappelijk № 364 «onderlinge duels» | Bolivia           | 1 – 0 | Panama | Estadio Ramón Aguilera, Santa Cruz Toeschouwers: 12.000 Scheidsrechter: Joaquín Antequera (BOL) |
| 20 augustus Vriendschappelijk № 364 «onderlinge duels» | Diego Cabrera 78' |       |        | Estadio Ramón Aguilera, Santa Cruz Toeschouwers: 12.000 Scheidsrechter: Joaquín Antequera (BOL) |

|                                                                |                                                                  |       |                    |                                                                                         |
| 6 september WK-kwalificatie № 365 «onderlinge duels» 16:10 uur | Ecuador                                                          | 3 – 1 | Bolivia            | Estadio Olímpico Atahualpa, Quito Toeschouwers: 35.000 Scheidsrechter: Pablo Pozo (CHI) |
| 6 september WK-kwalificatie № 365 «onderlinge duels» 16:10 uur | Felipe Caicedo 21' Edison Méndez 51' (pen.) Cristian Benítez 72' |       | 40' Joaquín Botero | Estadio Olímpico Atahualpa, Quito Toeschouwers: 35.000 Scheidsrechter: Pablo Pozo (CHI) |

|                                                       |          |       |         | |
| 10 september WK-kwalificatie № 366 «onderlinge duels» | Brazilië | 0 – 0 | Bolivia | Estádio João Havelange, Rio de Janeiro Toeschouwers: 31.422 Scheidsrechter: Alfredo Intriago (ECU) |
| 10 september WK-kwalificatie № 366 «onderlinge duels» |          |       |         | Estádio João Havelange, Rio de Janeiro Toeschouwers: 31.422 Scheidsrechter: Alfredo Intriago (ECU) |

|                                                     |                                                        |       |      |                                                                                             |
| 11 oktober WK-kwalificatie № 367 «onderlinge duels» | Bolivia                                                | 3 – 0 | Peru | Estadio Hernando Siles, La Paz Toeschouwers: 23.147 Scheidsrechter: Hernando Buitrago (COL) |
| 11 oktober WK-kwalificatie № 367 «onderlinge duels» | Joaquín Botero 4' Joaquín Botero 16' Ronald García 81' |       |      | Estadio Hernando Siles, La Paz Toeschouwers: 23.147 Scheidsrechter: Hernando Buitrago (COL) |

|                                                     |                                       |       |                                      |                                                                                           |
| 14 oktober WK-kwalificatie № 368 «onderlinge duels» | Bolivia                               | 2 – 2 | Uruguay                              | Estadio Hernando Siles, La Paz Toeschouwers: 21.075 Scheidsrechter: Héctor Baldassi (ARG) |
| 14 oktober WK-kwalificatie № 368 «onderlinge duels» | Marcelo Moreno 15' Marcelo Moreno 42' |       | 63' Carlos Bueno 88' Sebastián Abreu | Estadio Hernando Siles, La Paz Toeschouwers: 21.075 Scheidsrechter: Héctor Baldassi (ARG) |

## FIFA-wereldranglijst
| JAN | FEB | MAR | APR | MEI | JUN | JUL | AUG | SEP | OKT | NOV | DEC |
| --- | --- | --- | --- | --- | --- | --- | --- | --- | --- | --- | --- |
| 106 | 102 | 99  | 93  | 94  | 90  | 71  | 69  | 71  | 74  | 71  | 58  |

## Statistieken
| Carlos Arias          | 1982-04-27 | Club Bolívar        | 7 | 0 | 0 | 21 | 0 |
| Sergio Galarza        | 1975-08-25 | Oriente Petrolero   | 3 | 1 | 0 | 14 | 0 |
| Hugo Suárez           | 1982-02-07 | Real Potosí         | 1 | 0 | 0 | 6  | 0 |
| José Carlos Fernández | 1971-01-24 | Club Blooming       | 0 | 1 | 0 | 26 | 0 |
| Verdediging           |            |                     |   |   |   |    |   |
| Ronald Raldés         | 1981-04-20 | Cruz Azul           | 8 | 0 | 0 |    |   |
| Luis Gutiérrez        | 1985-01-15 | Hapoel Ironi Kiryat | 6 | 2 | 0 |    |   |
| Ronald Rivero         | 1980-01-29 | Universitario       | 6 | 1 | 0 |    |   |
| Miguel Hoyos          | 1981-03-11 | Oriente Petrolero   | 6 | 0 | 0 |    |   |
| Ignacio García        | 1986-08-20 | Club Bolívar        | 3 | 1 | 0 |    |   |
| Limbert Méndez        | 1982-08-18 | Jorge Wilstermann   | 3 | 0 | 0 |    |   |
| Enrique Parada        | 1981-11-04 | Club San José       | 2 | 1 | 0 |    |   |
| Luis Gatty Ribeiro    | 1979-11-01 | Real Potosí         | 2 | 1 | 0 |    |   |
| Christian Vargas      | 1983-08-09 | The Strongest       | 2 | 0 | 0 |    |   |
| Lorgio Álvarez        | 1978-06-29 | Club Libertad       | 1 | 1 | 0 |    |   |
| Middenveld            |            |                     |   |   |   |    |   |
| Abdón Reyes           | 1981-11-07 | Club Bolívar        | 7 | 0 | 0 |    |   |
| Joselito Vaca         | 1982-08-12 | Club Blooming       | 7 | 0 | 0 |    |   |
| Jaime Robles          | 1978-02-02 | Universitario       | 6 | 1 | 0 |    |   |
| Ronald García         | 1980-12-17 | Aris Thessaloniki   | 5 | 1 | 2 |    |   |
| Leonel Reyes          | 1976-11-19 | Club Bolívar        | 4 | 0 | 1 |    |   |
| Wálter Flores         | 1978-10-29 | The Strongest       | 4 | 0 | 0 | 9  | 0 |
| Didí Torrico          | 1988-05-18 | La Paz FC           | 3 | 2 | 0 |    |   |
| Pablo Escobar         | 1978-07-12 | Ipatinga FC         | 2 | 3 | 0 | 5  | 0 |
| Jhasmani Campos       | 1988-05-10 | Oriente Petrolero   | 2 | 1 | 0 |    |   |
| Limberg Rolando       | 1983-03-13 | Club San José       | 2 | 0 | 0 |    |   |
| Limberg Gutiérrez     | 1977-11-19 | Oriente Petrolero   | 2 | 0 | 0 |    |   |
| Daner Pachi           | 1984-04-01 | Club Bolívar        | 1 | 1 | 0 |    |   |
| Darwin Peña           | 1977-08-08 | Club San José       | 1 | 1 | 0 |    |   |
| Jesús Gómez           | 1979-07-18 | Club Blooming       | 1 | 0 | 0 |    |   |
| Gualberto Mojica      | 1984-10-07 | Club Blooming       | 1 | 0 | 0 |    |   |
| Raúl Justiniano       | 1977-09-29 | Guabirá             | 1 | 0 | 0 |    |   |
| Jaime Cardozo         | 1982-03-14 | The Strongest       | 0 | 2 | 0 |    |   |
| José Luis Chávez      | 1986-05-18 | Universitario       | 0 | 1 | 0 |    |   |
| Sacha Lima            | 1981-08-17 | The Strongest       | 0 | 1 | 0 |    |   |
| Edgar Olivares        | 1977-01-25 | La Paz FC           | 0 | 1 | 0 |    |   |
| Aanval                |            |                     |   |   |   |    |   |
| Joaquín Botero        | 1977-12-10 | Correcaminos        | 7 | 2 | 5 |    |   |
| Marcelo Moreno        | 1987-06-18 | Shakhtar Donetsk    | 7 | 1 | 3 | 12 | 5 |
| Ricardo Pedriel       | 1987-01-19 | Steaua Boekarest    | 3 | 2 | 1 | 5  | 1 |
| Mauricio Saucedo      | 1985-08-14 | Club San José       | 2 | 6 | 0 |    |   |
| Jaime Moreno          | 1974-01-19 | DC United           | 2 | 1 | 0 | 75 | 9 |
| Juan Carlos Arce      | 1985-04-10 | Seongnam            | 1 | 0 | 0 |    |   |
| Limberg Méndez        | 1973-09-18 | The Strongest       | 1 | 0 | 0 |    |   |
| Diego Cabrera         | 1982-08-13 | Cúcuta Deportivo    | 0 | 2 | 1 |    |   |
| Nelson Sossa          | 1986-03-14 | Jorge Wilstermann   | 0 | 2 | 0 | 5  | 1 |
| Pablo Salinas         | 1979-08-07 | Club Bolívar        | 0 | 1 | 0 | 3  | 0 |

FBF · A-internationals · Selecties · Bondscoaches · Statistieken · Boliviaans vrouwenelftal · Olympisch elftal · Bolivia U21 · Bolivia U20 · Bolivia U19 · Bolivia U18 · Bolivia U17
1926–1949 · 
1950–1959 · 
1960–1969 · 
1970–1979 · 
1980–1989 · 
1990–1999 · 
2000–2009 · 
2010–2019 ·
2020−2029
CC 1999
WK 1930 · 
WK 1950 · 
WK 1994
1926 · 
1927 · 
1927 · 1928 · 1929 · 
1930 · 
1931 · 1932 · 1933 · 1934 · 1935 · 1936 · 1937 · 
1938 · 
1939 · 1940 · 1941 · 1942 · 1943 · 1944 · 
1945 · 
1946 · 
1947 · 
1948 · 
1949 · 
1950 · 
1951 · 1952 · 
1953 · 
1954 · 1955 · 1956 · 
1957 · 
1958 · 
1959 · 
1960 · 
1961 · 
1962 · 
1963 · 
1964 · 
1965 · 
1966 · 
1967 · 
1968 · 
1969 · 
1970 · 
1971 · 
1972 · 
1973 · 
1974 · 
1975 · 
1976 · 
1977 · 
1978 · 
1979 · 
1980 · 
1981 · 
1982 · 
1983 · 
1984 · 
1985 · 
1986 · 
1987 · 
1988 · 
1989 · 
1990 · 
1991 · 
1992 · 
1993 · 
1994 · 
1995 · 
1996 · 
1997 · 
1998 · 
1999 · 
2000 · 
2001 · 
2002 · 
2003 · 
2004 · 
2005 · 
2006 · 
2007 · 
2008 · 
2009 · 
2010 ·
2011 · 
2012 · 
2013 · 
2014 · 
2015 · 
2016 ·
2017 ·
2018 ·
2019 ·
2020 ·
2021 ·
2022 ·
2023 ·
2024
Algerije ·
Andorra ·
Argentinië ·
Brazilië ·
Bulgarije · 
Chili ·
Colombia ·
Costa Rica ·
Cuba ·
Curaçao ·
DDR ·
Duitsland ·
Ecuador ·
Egypte ·
El Salvador ·
Finland ·
Frankrijk ·
Griekenland ·
Guatemala ·
Guyana ·
Haïti ·
Honduras ·
Hongarije ·
Ierland ·
IJsland ·
Irak ·
Iran ·
Jamaica ·
Japan ·
Joegoslavië ·
Kameroen ·
Letland ·
Mexico ·
Myanmar ·
Nicaragua ·
Noord-Korea ·
Oezbekistan ·
Panama ·
Paraguay ·
Peru ·
Polen ·
Portugal ·
Roemenië ·
Rusland ·
Saoedi-Arabië ·
Senegal ·
Servië ·
Slowakije ·
Spanje ·
Trinidad en Tobago ·
Tsjecho-Slowakije ·
Uruguay ·
Venezuela ·
Verenigde Arabische Emiraten ·
Verenigde Staten ·
Zuid-Afrika ·
Zuid-Korea ·
Zwitserland